# Budăiești
Budăiești falu Romániában, Erdélyben, Fehér megyében.

## Fekvése
Cionești közelében fekvő település.

## Története
Budăieşti korábban Cioneşti része volt, 1956 körül vált külön 146 lakossal.
1966-ban 125, 1977-ben 133, 1992-ben 115, 2002-ben 116 román lakosa volt.